# Garfield (Minnesota)
Garfield es una ciudad ubicada en el condado de Douglas en el estado estadounidense de Minnesota. En el Censo de 2010 tenía una población de 354 habitantes y una densidad poblacional de 175,23 personas por km².

## Geografía
Garfield se encuentra ubicada en las coordenadas 45°56′16″N 95°29′55″O / 45.93778, -95.49861. Según la Oficina del Censo de los Estados Unidos, Garfield tiene una superficie total de 2.02 km², de la cual 2 km² corresponden a tierra firme y (0.9%) 0.02 km² es agua.

## Demografía
Según el censo de 2010, había 354 personas residiendo en Garfield. La densidad de población era de 175,23 hab./km². De los 354 habitantes, Garfield estaba compuesto por el 96.33% blancos, el 0.28% eran afroamericanos, el 0% eran amerindios, el 0% eran asiáticos, el 0% eran isleños del Pacífico, el 0.28% eran de otras razas y el 3.11% pertenecían a dos o más razas. Del total de la población el 0.85% eran hispanos o latinos de cualquier raza.